# 3-甲基咯环利定
3-甲基咯环利定（缩写3'-Me-PCPy）是一种含氮有机化合物，化学式C17H25N，属于芳基环己胺类化合物，可作为NMDA受体拮抗剂和三重再摄取抑制剂。